# Totești (gmina)
Totești – gmina w Rumunii, w okręgu Hunedoara. Obejmuje miejscowości Cârnești, Copaci, Păclișa, Reea i Totești. W 2011 roku liczyła 1893 mieszkańców.